# Rio do Antônio (Bahia)
Rio do Antônio est une municipalité brésilienne de l'État de Bahia et la Microrégion de Brumado.